# Godzilla, King of the Monsters!
Godzilla, King of the Monsters! este un film SF japonezo-american din 1956 regizat de Terrell O. Morse și Ishirô Honda. În rolurile principale joacă actorii Raymond Burr, Takashi Shimura, Akira Takarada, Kenji Sahara, Momoko Kochi.

## Actori
| Actor           | Personaj          |                                 |
| --------------- | ----------------- | ------------------------------- |
| Raymond Burr    | Steve Martin      | Actor din distribuția americană |
| Frank Iwanaga   | jurnalist japonez | Actor din distribuția americană |
| Mikel Conrad    | George Lawrence   | Actor din distribuția americană |
| Takashi Shimura | Dr. Yamane        | Personaj din filmul original    |
| Momoko Kouchi   | Fiica Dr. Yamane  | Personaj din filmul original    |
| Akira Takarada  | Ogata             | Personaj din filmul original    |
| Akihiko Hirata  | Dr. Serizawa      | Personaj din filmul original    |